# Billsta
Billsta – miejscowość (tätort) w Szwecji w gminie Örnsköldsvik w regionie Västernorrland. Około 378 mieszkańców.